# Виласалто
Виласа̀лто (на италиански: Villasalto; на сардински: Biddesatu, Бидесату) е село и община в Южна Италия, провинция Южна Сардиния, автономен регион и остров Сардиния. Разположено е на 502 m надморска височина. Населението на общината е 1144 души (към 2010 г.).